# 皮若-勒普朗
皮若-勒普朗（法語：Pujo-le-Plan，法語發音：[pyʒo lə plɑ̃]）是法国朗德省的一个市镇，属于蒙德马桑区。该市镇于1816年由原市镇皮若（Pujo）和勒普朗（Le Plan）合并而成。

## 地理
皮若-勒普朗（43°51'42"N, 0°19'55"W）面积18.51 平方千米，位于法国新阿基坦大区朗德省，该省份为法国西南部沿海省份，是法國本土面积第二大的省，北起吉倫特省，西临大西洋，南至大西洋比利牛斯省，东临热尔省，东北与洛特-加龍省接壤。
与皮若-勒普朗接壤的市镇（或旧市镇、城区）包括：阿尔塔桑克斯、布格、卡斯唐代、拉格洛里约斯、莫兰、佩尔基、圣克里克新城、圣然、马尔桑新城。

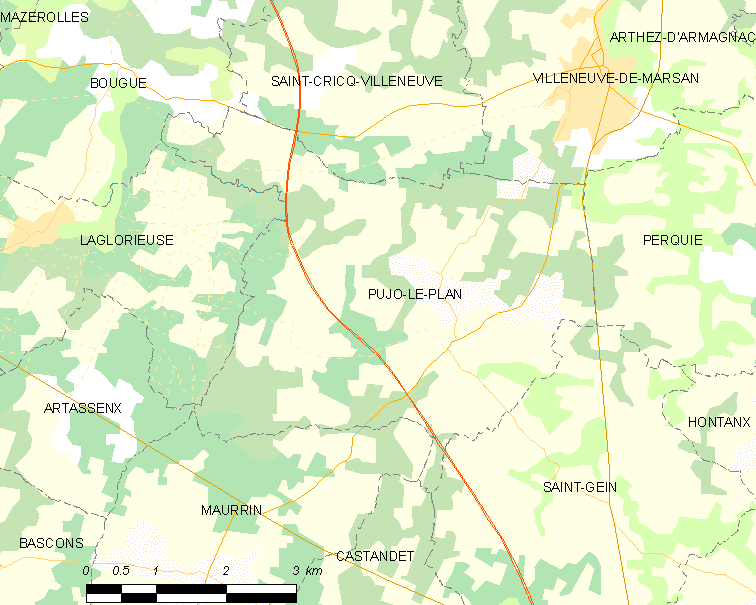
皮若-勒普朗的OSM定位图

皮若-勒普朗的时区为UTC+01:00、UTC+02:00（夏令时）。

## 行政
皮若-勒普朗的邮政编码为40190，INSEE市镇编码为40238。

## 政治
皮若-勒普朗所属的省级选区为阿杜尔-阿马尼亚克县。

## 人口

1962-2008年间皮若-勒普朗人口变化图示

皮若-勒普朗于2022年1月1日时的人口数量为625人。